# امرالد (حوزه سرشماری)، ویسکانسین
امرالد (به انگلیسی: Emerald) یک منطقهٔ مسکونی در ایالات متحده آمریکا است که در شهرستان سنت کریکس، ویسکانسین واقع شده‌است. امرالد ۱۶۱ نفر جمعیت دارد و ۳۵۱٫۱۳ متر بالاتر از سطح دریا واقع شده‌است.